# ریلیند نیوکازی
ریلیند نیوکازی (انگلیسی: Rilind Nivokazi؛ زادهٔ ۲۶ ژانویهٔ ۲۰۰۰) بازیکن فوتبال است.
از باشگاه‌هایی که در آن بازی کرده‌است می‌توان به باشگاه فوتبال آتالانتا اشاره کرد.
وی همچنین در تیم‌های ملی فوتبال زیر ۱۶ سال ایتالیا، زیر ۱۷ سال ایتالیا، زیر ۱۸ سال ایتالیا، و زیر ۲۱ سال کوزوو بازی کرده‌است.